# 英吉利海峡

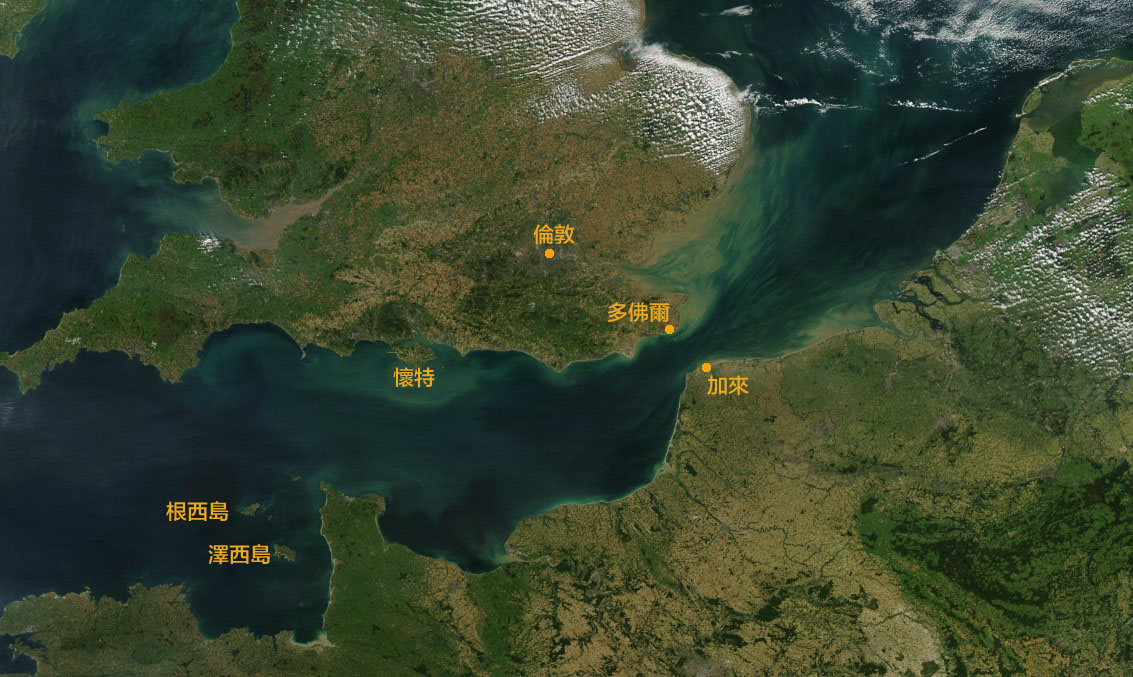
英吉利海峡衛星圖

英倫海峽，又名 英吉利海峡，拉芒什海峡（英語：English Channel），是分隔英国与歐洲大陸的法國、並連接大西洋與北海的海峡。海峡長560（350英里），寬240（150英里），最狭窄處又稱多佛海峡，僅寬34（21英里）。英国的多佛与法国的加莱在此處隔海相望。

## 地理

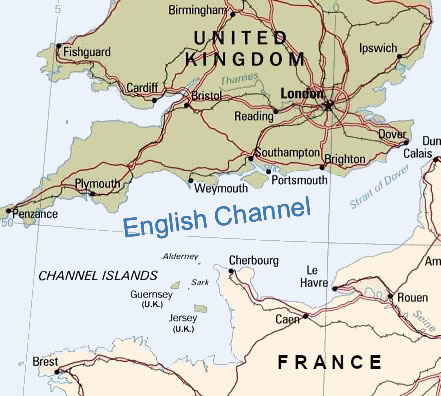
英吉利海峽地圖

英吉利海峽的長度通常以兰兹角及韦桑岛作為西端开始算起，最東端為多佛海峽。多佛海峽是整個英吉利海峽中最狹窄的部分，其最寬處大約在水道中段的Lyme Bay以及Saint Malo灣之間。相较于一般的海洋，英吉利海峽较浅，最寬處的平均深度只有約120公尺；而到多佛海峽时，深度则減至約45公尺；向東到Broad Fourteens時，深度減少到約26公尺。
在海峽中的几个重要岛屿中，最著名的是怀特島。远离英國本土西南方的錫利群島則通常因距離太遠而不被列入海峽中的島嶼。海峽的海岸線，特別是法國沿岸特別崎嶇。法國的高屯廷半島突出到海峽中，而維特島则形成了一個因與英吉利海峽平行而聞名的索倫特海峽。
英吉利海峽在地質上仍相當年輕，大部分曾經是更新世的陸地。它被認為於450,000年至180,000年之前由兩次因為處存大量冰湖的Weald-Artois Anticline山脊斷裂所導致冰湖引發的大水（glacial lake outburst floods淹沒，現在Weald-Artois Anticline因此沉沒在北海中。這場大水持續了數個月之久。使得當地的冰大約以每秒一百萬立方公尺的速率融化成水。這也使得Weald-Artois Anticline山脊的斷裂原因不得其解，有可能是火山爆發，或單純的是受不了冰山下的水壓。一當連接英法的地峽被破壞掉，大水立即湧入把原本的溪谷切成現在的海峽，留下取多流線型的小島，以及縱向侵蝕的溝槽，形成現在所看到的樣子。

## 名稱

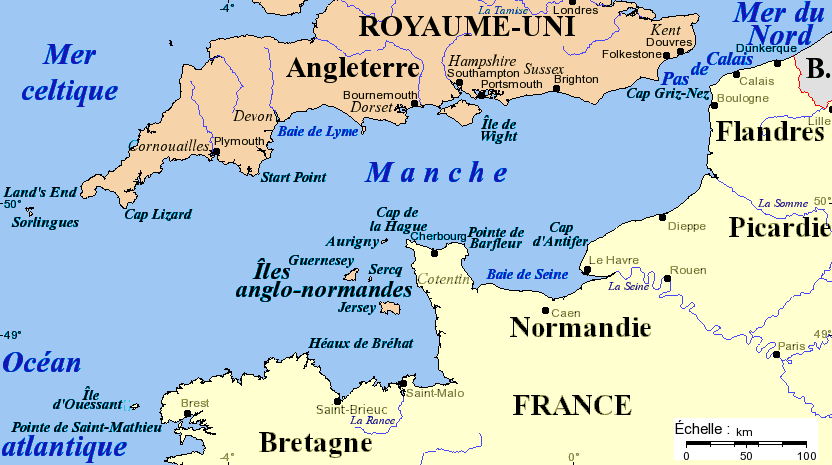
法式地圖

英吉利海峽這名稱以在18世紀早期時就被廣泛地使用了，最早可能出自於16世紀前荷蘭的航海圖中；在這之前這被西元二世紀時的地理學家托勒密稱做為不列颠海（Oceanus Britannicus），這名字也沿用到義大利人的地圖中；直到1450年時拥有了另外一個名稱"canalites Anglie"（英吉利海峡），法国自17世紀使用"La Manche"（法语：袖子，音译为拉芒什海峡）称呼这一海域，因為海峽長得就像是袖子一般。此外英吉利（English）這名稱也指英國在中世紀時期國家和民族的統稱（15世紀開始，英國語言、文學、藝術及思想習俗促使英吉利民族的形成，為亨利八世宗教改革奠定了民族基礎，提供了改革的推動力）。

## 洋流与气候
海峽位於中緯度帶，位於西風帶，屬於溫帶海洋性氣候，終年盛行西風，氣候溫和，雨量豐沛。由於受到北大西洋暖流支流的影響，氣溫會較同緯度地區高些，濕度也會更重一點。

## 歷史
英吉利海峽是不列顛島天然的防禦屏障，它允許不列顛國家在介入歐陸事務的同时，又不讓來自歐陸的衝突對其產生足夠的威脅。歷史上著名的威脅有在拿破崙執政時期的拿破崙戰爭，二戰期間的納粹德國等。這裡也是见证為數眾多的入侵行動或企圖入侵行动的重要場景，其中包括了羅馬征服不列顛、1066年諾曼征服英格兰、英法百年戰爭、1588年西班牙無敵艦隊入侵以及1944年諾曼第登陸。發生在海峽上的重要海戰則有1652年古德溫暗沙战役，1653年波特蘭战役（以上可参考第一次英荷战争），1692年拉合岬海战（大同盟战争）。在大部分和平時期，海峽則扮演著連接大眾文化以及政治经贸的重要樞紐，尤其是在1135-1217年安茹帝國統治時期以及不列颠治世时期；近千年來，海峽也为凱爾特人提供了地域及語言上的桥梁。